# Список творческих работ Грейс Келли
В список творческих работ американской актрисы Грейс Келли (1929—1982) входят работы в кинематографе, театре, на телевидении, а также записи аудиокниг. В течение семи лет актёрской карьеры (с 1949 по 1956 год) она снялась в одиннадцати художественных фильмах и принимала участие в телевизионных сериалах и драмах на каналах CBS и NBC. Начав свою карьеру в конце 1940-х годов, она приобрела широкую известность благодаря ролям в фильмах Альфреда Хичкока, Джона Форда и Фреда Циннемана. За свою недолгую кинокарьеру Грейс Келли была удостоена премии «Оскар» и трёх премий «Золотой глобус», а также входит в число величайших звёзд кино и «Золотого века» Голливуда.

## Кинематограф и телевидение
Грейс Келли впервые появилась на телевидении в 1948 году в телесериале-антологии «Телевизионный театр Крафта», который выходил на канале NBC. В дальнейшем, до 1954 года, она участвовала в многочисленных телевизионных драмах и сериалах, включая «Телевизионный театр «Филко»», «Зал славы Hallmark» на NBC, а также «Видеотеатр «Люкс»», «Первая студия», «Семейный театр «Пруденшиал»», «Саспенс» на телеканале CBS.
Кинодебют Келли состоялся в 1951 году с выходом на широкие экраны драматического триллера Генри Хэтэуэя «Четырнадцать часов», где она сыграла небольшую роль одной из свидетельниц, когда главный герой пытается совершить самоубийство, спрыгнув с пятнадцатого этажа нью-йоркской гостиницы. В следующем году Келли появилась в главной роли в вестерне Фреда Циннемана «Ровно в полдень», сыграв новоиспеченную супругу героя Гэри Купера. Фильм пользовался успехом в прокате, однако игра Келли осталась незамеченной критиками. В 1953 году актриса приняла участие в съёмках драматического фильма Джона Форда «Могамбо», в котором снялись Кларк Гейбл и Ава Гарднер. Картина была высоко оценена критиками и принёсла Келли номинацию на «Оскар», а также премию «Золотой глобус» за «лучшую роль второго плана». Впоследствии актриса вспоминала об участии в этом проекте: «В „Могамбо“ меня заинтересовали три вещи: Джон Форд, Кларк Гейбл и оплаченное путешествие в Африку. Если бы этот фильм снимали в Аризоне, я бы туда не поехала».
В 1954 году Альфред Хичкок пригласил Келли сняться в криминальном триллере «В случае убийства набирайте „М“», где она исполнила роль женщины, оказавшейся в центре заговора с целью убийства, спланированного её мужем. В дальнейшем актриса сыграла главные роли ещё в двух картинах режиссёра: «Окно во двор» (1954) с Джеймсом Стюартом и «Поймать вора» (1955) с Кэри Грантом. В детективном триллере «Окно во двор» она предстала в образе светской львицы и подруги главного героя, помогающая ему  в расследовании предполагаемого убийства. В криминальном фильме «Поймать вора» Келли сыграла богатую молодую американку, у которой завязываются романтические отношения с бывшим вором. Все три фильма Хичкока были тепло встречены зрителями и критиками и стали наиболее значимыми работами в карьере Келли.
Помимо сотрудничества с Хичкоком, актриса также снялась в фильмах, как «Мосты у Токо-Ри» (1954) с Уильямом Холденом и Фредриком Марчем, «Зелёный огонь» (1954) с Стюартом Грейнджером и «Лебедь» (1956) с Алеком Гиннессом и Луи Журданом. За роль многострадальной жены актёра-алкоголика в драме «Деревенская девушка» (1954) Келли была отмечена премией «Оскар» в категории «лучшая женская роль». Её последнее появление на экране состоялось в музыкальном фильме «Высшее общество» (1956) с Бингом Кросби и Фрэнком Синатрой. После замужества с князем Ренье III она завершила актёрскую карьеру, став княгиней Монако и посвятив себя благотворительности и общественной деятельности.

### Художественные фильмы
| Год  |   | Русское название                | Оригинальное название          | Роль                                               |
| ---- | - | ------------------------------- | ------------------------------ | -------------------------------------------------- |
| 1951 | ф | Четырнадцать часов              | англ. Fourteen Hours           | миссис Луиз Энн Фуллер / (англ. Louise Ann Fuller) |
| 1952 | ф | Ровно в полдень[A]              | англ. High Noon                | Эми Фаулер Кейн / (англ. Amy Fowler Kane)          |
| 1953 | ф | Могамбо                         | англ. Mogambo                  | Линда Нордли / (англ. Linda Nordley)               |
| 1954 | ф | В случае убийства набирайте «М» | англ. Dial M for Murder        | Марго Уэндис / (англ. Margot Wendice)              |
| 1954 | ф | Окно во двор[A]                 | англ. Rear Window              | Лиза Кэрол Фремон / (англ. Lisa Carol Fremont)     |
| 1954 | ф | Мосты у Токо-Ри                 | англ. The Bridges at Toko-Ri   | Нэнси Брубейкер / (англ. Nancy Brubakert)          |
| 1954 | ф | Деревенская девушка             | англ. The Country Girl         | Джорджи Элджин / (англ. Georgie Elgin)             |
| 1954 | ф | Зелёный огонь                   | англ. Green Fire               | Кэтрин Ноуленд / (англ. Catherine Knowland)        |
| 1955 | ф | Поймать вора                    | англ. To Catch a Thief         | Фрэнсис Стивенс / (англ. Frances Stevens)          |
| 1956 | ф | Лебедь                          | англ. The Swan                 | принцесса Александра / (англ. Princess Alexandra)  |
| 1956 | ф | Высшее общество                 | англ. High Society             | Трэйси Лорд / (англ. Tracy Lord)                   |
| 1959 | ф | Счастье и любовь в Монако       | нем. Glück und Liebe in Monaco | играла саму себя                                   |

- A↑ ↑ Фильмы, внесённые в Национальный реестр фильмов Библиотеки Конгресса США.

### Документальные и короткометражные фильмы
| Год  |   | Русское название            | Оригинальное название                | Роль                              |
| ---- | - | --------------------------- | ------------------------------------ | --------------------------------- |
| 1956 | ф | Свадьба в Монако[A]         | англ. The Wedding in Monaco          | играла саму себя                  |
| 1959 | ф | Между счастьем и короной[B] | нем. Zwischen Glück und Krone        | играла саму себя                  |
| 1967 | ф | Прогулка по Монако[A]       | фр. Promenade à Monaco               | играла саму себя                  |
| 1974 | ф | Монако[B]                   | фр. A Monaco                         | играла саму себя                  |
| 1977 | ф | Дети Театральной улицы[B]   | англ. The Children of Theatre Street | рассказчик                        |
| 1981 | ф | Нотр-дам с Круазет[B]       | фр. Notre Dame de la Croisette       | играла саму себя / архивные кадры |
| 1982 | ф | Перестановки[C]             | англ. Rearranged                     | играла саму себя                  |

- А ↑ ↑ Короткометражный документальный фильм.
- В ↑ ↑ ↑ ↑ Документальный фильм.
- C ↑ Короткометражный фильм.

### Работы на телевидении
| Год       |    | Русское название                                  | Оригинальное название                                                | Роль |
| --------- | -- | ------------------------------------------------- | -------------------------------------------------------------------- | --- |
| 1948—1954 | с  | Телевизионный театр Крафта                        | англ. Kraft Television Theatre (NBC)                                 | различные роли / серии «Old Lady Robbins» (1948), «The Cricket on the Hearth» (1952),«The Small Hours» (1952),«Boy of Mine» (1953), «The Thankful Heart» (1954)             |
| 1950—1953 | с  | Телевизионный театр «Филко»                       | англ. The Philco Television Playhouse (NBC)                          | различные роли / серии «Bethel Merriday» (1950), «Ann Rutledge» (1950), «Leaf Out of a Book» (1950), «The Sisters» (1951), «Rich Boy» (1952), «The Way of the Eagle» (1953) |
| 1950      | с  | Рипли: Хотите верьте, хотите нет!                 | англ. Ripley's Believe It or Not! (NBC)                              | серия «The Voice of Obsession» |
| 1950—1952 | с  | Первая студия                                     | англ. Studio One (CBS)                                               | различные роли / серии «The Rockingham Tea Set» (1950), «The Kill» (1952)                                                                                                   |
| 1950      | с  | Актёрская студия                                  | англ. Actors Studio (CBS)                                            | различные роли / серии «The Apple Tree», «The Token», «The Swan» |
| 1950      | с  | Подонки, негодяи и леди                           | англ. Cads, Scoundrels and Ladies (NBC)                              | серия «The Lovesick Robber» |
| 1950      | с  | Театр комедии                                     | англ. Comedy Theater (CBS)                                           | серия «Summer Had Better Be Good» |
| 1950—1952 | с  | Свет погас                                        | англ. Lights Out (NBC)                                               | серии «The Devil to Pay» (1950), «The Borgia Lamp» (1952) |
| 1950      | с  | Большой город                                     | англ. Big Town (CBS)                                                 | серия «The Pay-Off» |
| 1950      | с  | Часы                                              | англ. The Clock (NBC)                                                | серия «Vengeance» |
| 1950      | с  | Сеть                                              | англ. The Web (CBS)                                                  | серия «Mirror of Delusion» |
| 1950      | с  | Телевизионный театр Сомерсета Моэма               | англ. Somerset Maugham TV Theatre (CBS)                              | Грасия Картер (англ. Gracia Carter) / серия «Episode» |
| 1950—1952 | с  | Опасность                                         | англ. Danger (CBS)                                                   | серии «The Sergeant and the Doll» (1950), «Prelude to Death» (1952) |
| 1951      | с  | Семейный театр «Пруденшиал»                       | англ. Prudential Family Playhouse (CBS)                              | Хелен Петтигрю (англ. Helen Pettigrew) / серия «Berkeley Square» |
| 1951      | с  | Театр «Нэш Эйрфлайт»                              | англ. The Nash Airflyte Theater (CBS)                                | серия «A Kiss for Mr. Lincoln» |
| 1951—1952 | с  | Театр Армстронг Сёркл                             | англ. Armstrong Circle Theatre (NBC)                                 | различные роли / серии «Lover's Leap» (1951), «Brand from the Burning» (1951), «City Editor» (1952), «Recapture» (1952)                                                     |
| 1952      | с  | CBS: Телевизионная мастерская                     | англ. CBS Television Workshop (CBS)                                  | Дульсинея (англ. Dulcinea) / серия «Don Quixote» |
| 1952      | с  | Зал славы Hallmark                                | англ. Hallmark Hall of Fame (NBC)                                    | Клэр (англ. Claire) / серия «The Big Build Up» |
| 1952—1953 | с  | Видеотеатр «Люкс»                                 | англ. Lux Video Theatre (CBS)                                        | различные роли / серии «Life, Liberty, and Orrin Dooley» (1952), «A Message for Janice» (1952), «The Betrayers» (1953)                                                      |
| 1952      | с  | Роберт Монтгомери представляет                    | англ. Robert Montgomery Presents (NBC)                               | Тереза (англ. Theresa) / серия «Candles for Theresa» |
| 1952      | с  | Саспенс                                           | англ. Suspense (CBS)                                                 | серия «Fifty Beautiful Girls» |
| 1952      | с  | Телевизионный театр «Гудэйр»                      | англ. Goodyear Television Playhouse (NBC)                            | серия «Leaf Out of a Book» |
| 1952      | с  | Городской тост                                    | англ. Toast of the Town (CBS)                                        | гостевое участие / серия «Teahouse of the August Moon» |
| 1963      | тф | Взгляд на Монако                                  | англ. A Look at Monaco (CBS)                                         | играла саму себя |
| 1966      | тф | Маки — это тоже цветы                             | англ. The Poppy Is Also a Flower (ABC)                               | рассказчик |
| 1968      | тф | Монте-Карло: Это Роза                             | фр. Monte Carlo: C'est La Rose (ABC)                                 | играла саму себя |
| 1977      | тф | Когда-то давно... Грейс Келли                     | англ. Once Upon a Time.... is Now Grace Kelly (NBC)                  | играла саму себя |
| 1982      | тф | Разговор с... княгиней Грейс и Пьером Сэлинджером | англ. A conversation with … Princess Grace and Pierre Salinger (ABC) | играла саму себя |

## Театр
| Год       | Русское название      | Оригинальное название (англ. ) | Театр            | Роль            |
| --------- | --------------------- | ------------------------------ | ---------------- | --------------- |
| 1949—1950 | «Отец»                | The Father                     | «Корт», Нью-Йорк | Берта           |
| 1952      | «Продолжение следует» | To Be Continued                | «Бут», Нью-Йорк  | молодая девушка |

## Дискография
| Год  | Релиз                                  | Примечания |
| ---- | -------------------------------------- | --- |
| 1956 | «True Love»                            | Дуэт с Бингом Кросби для музыкального фильма «Высшее общество». |
| 1978 | L’Oiseau Du Nord Et L’Oiseau Du Soleil | Аудиокнига записанная на французском и английском языках. |
| 1980 | Birds, Beasts and Flowers              | Сборник поэзии и прозы, записанный совместно с Ричардом Паско, включает в себя избранные произведения американских и английских писателей и поэтов, дополненные музыкальным сопровождением. |

## Кинонаграды и наследие
Два фильма с участием Келли — «Ровно в полдень» (1952) и «Окно во двор» (1954) — были внесены в Национальный реестр фильмов Библиотеки Конгресса США. По рейтингам, составленным Американским институтом киноискусства (AFI), фильмы «Окно во двор» (1954) и «В случае убийства набирайте „М“» (1954) входят в списки «100 самых остросюжетных американских фильмов за 100 лет» и «10 лучших американских фильмов в 10 классических жанрах». Кроме того, «Окно во двор» (1954) был включен в список «100 лучших американских фильмов за 100 лет», а сама Келли заняла 13-е место в рейтинге «100 величайших звёзд кино за 100 лет» по версии AFI.
За свою недолгую актёрскую карьеру Грейс Келли была удостоена нескольких наград:
- 1950 — «Театральный мир» за игру в бродвейской постановке «Отец»[59];
- 1954 — «Золотой глобус» в номинации «Лучшая женская роль второго плана» («Могамбо»)[5];
- 1954 — «Золотой глобус» в номинации «Лучшая женская роль — драма» («Деревенская девушка»)[5];
- 1954 — премия Национального совета кинокритиков США в номинации «Лучшая актриса» («Деревенская девушка»), («В случае убийства набирайте „М“»), («Окно во двор»)[60];
- 1954 — премия общества кинокритиков Нью-Йорка в номинации «Лучшая актриса» («Деревенская девушка»), («Окно во двор»), («В случае убийства набирайте „М“»)[61];
- 1955 — «Оскар» в номинации «Лучшая женская роль» («Деревенская девушка»)[4];
- 1956 — «Золотой глобус» в номинации «Премия Генриетты (избранный мировой фильм)»[5].

## Ссылка
- Grace Kelly (англ.) на сайте Internet Movie Database
- Grace Kelly — Filmography (англ.). AllMovie.